# Robert Gehring
Robert Paul Gehring (Amstelveen, 19 januari 1976) is een voormalig Nederlands voetballer.

## Biografie
Gehring begon in zijn jeugd met voetballen bij AFC, om vervolgens te vertrekken naar de jeugd van Ajax. In de tweede wedstrijd om de UEFA Super Cup van 1995, thuis in het Olympisch Stadion, maakte Gehring op 28 februari 1996 als amateur tegen Real Zaragoza zijn debuut in het eerste elftal. Gehring verving bij een 4–0 voorsprong Finidi George in de eenenzeventigste minuut. De UEFA Super Cup werd vervolgens over twee wedstrijden gewonnen. In het seizoen 1996/97 raakte hij ernstig geblesseerd, waardoor zijn ontwikkeling stagneerde. Toen in juli 1997 zijn vriend en teamgenoot Dave van den Bergh de overstap maakte naar het Spaanse Rayo Vallecano, raadde hij Gehring aan bij de club. Hierop werd Gehring uitgenodigd voor een oefenstage. Hierin maakte Gehring zoveel indruk dat hij een contract kreeg aangeboden.
Nog voordat Van den Bergh en Gehring bij het elftal kwamen, degradeerde de ploeg na afloop van het seizoen 1995/96 uit de Primera División. Fernando Zambrano, de trainer die het Nederlandse duo haalde, werd aan de kant gezet en vervangen door Josu Ortuondo. Ortuondo wenste geen gebruik te maken van Gehring en na een halfjaar werd hij verhuurd aan Rayo Majadahonda, dat uitkwam in de Segunda División B. Gehring begon hier als basisspeler, maar raakte tegen het eind het seizoen zijn basisplaats kwijt. Uiteindelijk speelde hij zeventien wedstrijden voor de club uit Madrid, waarin hij eenmaal scoorde.
Na zijn Spaanse avontuur keerde Gehring terug naar Nederland, waar hij ging spelen voor zijn oude club AFC. Hij zou uiteindelijk in totaal negen seizoenen spelen voor AFC, waarmee hij eenmaal kampioen van de Eerste klasse werd.

## Naast het voetbal
Gehring volgde de opleiding management, economie en recht aan de HEAO en is sinds 2011 directeur van een bedrijf in de textielindustrie.

## Erelijst
| Competitie             |        |         |      |      |
| Competitie             | Aantal | Jaren   |      |      |
| Ajax                   | Ajax   | Ajax    | Ajax | Ajax |
| ---------------------- | ------ | ------- | ---- | ---- |
| UEFA Super Cup         | 1x     | 1995    |      |      |
| AFC                    |        |         |      |      |
| Eerste klasse (zondag) | 1x     | 2000/01 |      |      |